# Bruno Montenegro
Bruno Montenegro Mamani (Arequipa, 1991) es un director de cine y activista por los derechos de las personas trans de Perú.

## Biografía
Montenegro nació en la ciudad peruana de Arequipa, en 1991. Estudió Comunicación en la Universidad Nacional San Agustín de Arequipa (UNSA). Ha desarrollado su carrera como cineasta participando en varios laboratorios audiovisuales y en otras producciones como montajista. Como activista por los derechos de las personas trans, es fundador y representante del grupo Fraternidad Trans Masculina - Arequipa,así como de la Red LGBT de Arequipa.
En 2019, tras tener problemas por el uso de necrónimo en las clases universitarias, logró que el Consejo Universitario de la UNSA aprobase, mediante la Resolución N° 0577-2019, la utilización del nombre social de todas las personas transgénero en los documentos administrativos universitarios.
En 2020 estrenó su ópera prima, Casarnos, un cortometraje documental sobre una pareja de lesbianas iquiteñas que viaja a Argentina para casarse, ya que en ese país es legal el matrimonio igualitario.
En 2021 fue parte del jurado de los premios Gio, galardones entregados por la plataforma de comunicaciones Crónicas de la Diversidad. Ese mismo año, su proyecto Identidades, guionizado por Montenegro y diseñado por Chechi Chávez, ganó el Concurso Nacional de Proyectos de Animación. El cortometraje, estrenado en 2024, relata la historia de Mariano, un hombre trans arequipeño que decide visitar a sus abuelos en el pueblo de Chivay, una localidad donde perviven costumbres ancestrales.

## Vida privada
Bruno Montenegro es un hombre trans. Inició su transición en 2017 cuando hizo pública su identidad de género.

## Filmografía
- Casarnos (cortometraje, 2020)
- Identidad (cortometraje, 2024)

## Premios y reconocimientos
En 2019, tras lograr el reconocimiento del uso del nombre social de personas trans por parte de la Universidad Nacional San Agustín, el Ministerio de Justicia y Derechos Humanos le otorgó el Premio de Derechos Humanos de manos de la ministra de Justicia, Ana Teresa Revilla.
En 2020, su ópera prima, el cortometraje Casarnos, obtuvo el primer premio como Mejor Corto Nacional en el festival de cine OutfestPerú.